# Philip S. Foner
Philip Sheldon Foner (* 14. Dezember 1910 in New York City; † 13. Dezember 1994 in Philadelphia) war ein US-amerikanischer Historiker der Arbeiterbewegung in den Vereinigten Staaten und Lehrer. Er schrieb besonders über Radikale, Afroamerikaner und Frauen in der Geschichte und verfasste eine zehnbändige History of the Labor Movement in the United States (1947–1994).

## Leben und Werk
Foner stammte aus einer jüdischen, osteuropäischen Immigrantenfamilie von der Lower East Side in New York City und wuchs in Williamsburg (Brooklyn) auf. Er besuchte die örtliche High School. Seine drei Brüder wurden alle wichtige Personen der Arbeiterbewegung: Sein Zwillingsbruder Jack D. Foner (1910–1999) wurde ein bekannter Historiker und ist der Vater von Eric Foner. Die beiden anderen Brüder wurden führende Gewerkschafter.
Den B.A. erwarben die Zwillinge Foner am City College of New York (CCNY) 1932. Den M.A. erhielt Philip an der Columbia University 1933 und den Ph.D. ebendort 1941. Seine erste Veröffentlichung behandelte 1941 Business and Slavery. Im selben Jahr wurde Foner mit seinem Bruder und 25 anderen Personen vom City College of New York, wo er seit 1933 Lehrer war, aus politischen Gründen gekündigt nach einer Untersuchung über den kommunistischen Einfluss im Bildungswesen durch eine Untersuchungskommission, das Rapp-Coudert Committee. 1979 entschuldigte sich das New York State Board of Higher Education dafür, weil die akademische Freiheit ernsthaft verletzt worden sei. Im Folgenden leitete er einen kleinen Verlag und übernahm Lehraufträge der Gewerkschaften.
Erst 1967 konnte er wieder als Geschichtsprofessor an der Lincoln University arbeiten, einer Hochschule für Schwarze nahe Oxford (Pennsylvania), wo er bis 1979 lehrte. 1981 begann er noch an der Rutgers University in Camden (New Jersey).
1947 erschien der erste Band der orthodox-marxistisch auf einem Klassenkampfkonzept angelegten History of the Labor Movement of the United States bei International Publishers, einem Verlag in der Nähe zur Kommunistischen Partei der USA (CPUSA). Sie provozierte die bisherige Geschichtsschreibung von John Rogers Commons an der University of Wisconsin. Dieser sah die Gewerkschaftsbewegung nur als Gruppe im wirtschaftlichen Interessenskampf, während Foner ein breiteres Interesse an der Demokratisierung und Gleichberechtigung der USA erkannte.
Foner entdeckte mit dem fünfbändigen Werk The Life and Writings of Frederick Douglass den Schriftsteller und Abolitionisten wieder. Weiter schrieb er Organized Labor and the Black Worker, (1974) und das zweibändige Werk Women in the American Labor Movement (1979–1980). Die American Labor Songs of the Nineteenth Century (1975) brachten ihm den Deems Taylor Award von der American Society of Composers, Authors and Publishers (ASCAP) ein. Er forschte auch über Karl Marx und dessen Beziehungen zu den USA, speziell zu den Todesanzeigen.
Spätere Historiker warfen ihm Plagiate vor, womit sie die Fülle der Schriften erklärten.
Foner war Mitglied im Politbüro der CPUSA. Er besuchte 1968 die DDR, wo noch 1990 eine Geschichte der Arbeiterbewegung der USA erschien, und war oft in der UdSSR. Er publizierte auch in der Zeitschrift für Geschichtswissenschaft der DDR.

## Schriften
- History of the Labor Movement in the United States. In 10 volumes, 1947–1994.
  - Vol. 1: From Colonial Times to the Founding of the American Federation of Labor. New York: International Publishers, 1947.
  - Vol. 2: From the Founding of the American Federation of Labor to the Emergence of American Imperialism. New York: International Publishers, 1955.
  - Vol. 3: The Policies and Practices of the American Federation of Labor, 1900–1909. New York: International Publishers, 1964.
  - Vol. 4: Industrial Workers of the World. New York: International Publishers, 1965.
  - Vol. 5: The AFL in the Progressive Era, 1910–1915. New York: International Publishers, 1980.
  - Vol. 6: On the Eve of America’s Entrance into World War I, 1915–1916. New York: International Publishers, 1982.
  - Vol. 7: Labor and World War I, 1914–1918. New York: International Publishers, 1987.
  - Vol. 8: Postwar Struggles, 1918–1920. New York: International Publishers, 1988.
  - Vol. 9: The T.U.E.L. to the End of the Gompers Era. New York: International Publishers, 1991.
  - Vol. 10: The T.U.E.L., 1925–1929. New York: International Publishers, 1994.
- Frederick Douglass: A Biography. New York: Citadel Press, 1964.
- A History of Cuba and its Relations with the United States. In 2 volumes, 1962–1963.
- Hrsg.: When Karl Marx Died. Comments in 1883. International Publishers, New York 1973.
- Organized Labor and the Black Worker, 1619–1973. New York: Praeger, 1974.
- American Labor Songs of the Nineteenth Century. Urbana: University of Illinois Press, 1975.
- History of Black Americans. Westport, CT: Greenwood Press, 1975.
- Women and the American Labor Movement: From Colonial Times to the Eve of World War I. New York: The Free Press, 1979.
- Women and the American Labor Movement: From World War I to the Present. New York: The Free Press, 1980.
- Mitautor: Das andere Amerika. Geschichte, Kunst u. Kultur d. amerikan. Arbeiterbewegung, Elefanten Press, Berlin 1983. ISBN 978-3-88520-101-4.
- Alexander von Humboldt über die Sklaverei in den USA : Dokumentation [= Alexander von Humboldt on slavery in the United States] / Humboldt-Univ. zu Berlin 1984.
- Die amerikanische Arbeiterbewegung von der Kolonialzeit bis 1945, Dietz, Berlin/DDR 1990, ISBN 978-3-320-01090-4.